# 羅桑斯

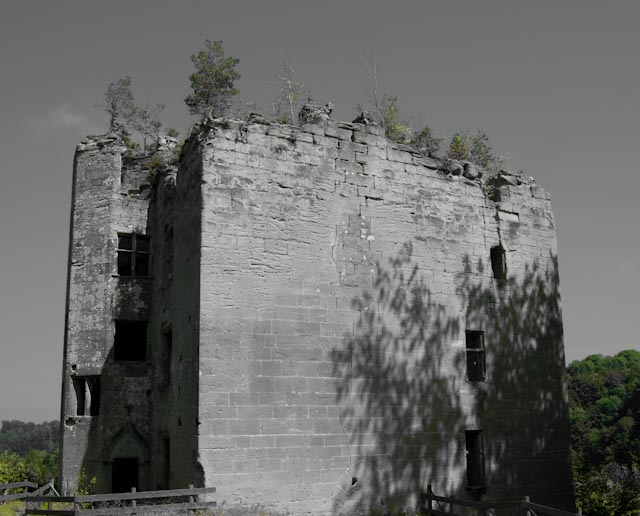

羅桑斯（法語：Rossens，法語發音：[ʁɔsɑ̃s]）是瑞士的城鎮，位於該國西部，由弗里堡州負責管轄，面積5.1平方公里，海拔高度706米，2011年人口1,248，八成半人口信奉羅馬天主教，人口密度每平方公里245人。

## 外部連結
- Official website （页面存档备份，存于） （法文）